# 山下力
山下 力（やました つとむ、1941年9月3日 - ）は、奈良県出身の部落解放運動家。奈良県議会議員（6期）、奈良県部落解放同盟支部連合会理事長、国民民主党奈良県総支部連合顧問。

## 経歴
大阪市にて、下駄屋の店主の息子として生まれる。1945年3月13日、父母の故郷である奈良県磯城郡三宅村（現・三宅町）但馬の被差別部落に疎開し、以後そこで育つ。父が奈良に帰郷してから靴屋を営んで成功したため、一家は被差別部落の中では裕福だった。
私立青々中学校（現・東大寺学園中学校）入学時から、父の言いつけで被差別部落出身を隠すようになる。奈良県立畝傍高等学校在学中、皇太子明仁親王夫妻が神武天皇陵へ参拝した時は、「自分は生まれながらに差別を受けているのに対して、彼らは生まれながらに敬愛されているというのは何やねん」という気持ちからポケットに石を詰め、皇太子夫妻に投石することを考えながら参拝を見に行ったことがある。
建築家を志し、大阪大学工学部建築学科と早稲田大学理工学部建築学科を受験したが失敗。浪人生活3年目で上京。このころ、浪人仲間の佐藤嘉尚と親しくなる。3浪で早稲田大学建築学科と東京工業大学に合格し、後者に入学。しかしデモと酒と競艇に溺れて学業を放棄し、自転車泥棒で逮捕されるなど荒廃した生活を送り、1965年に東京工業大学を中退すると、釜ヶ崎で日雇い労働を経験。ここでも酒や博打に明け暮れていたが26歳で帰郷。
しばらく家業の皮革業を手伝っていたが、1968年秋から1969年にかけて、式下中学校の同和教育にまつわる糾弾会に参加して感動したことがきっかけで部落解放運動の道に入り、1969年9月7日、弟たちと共に部落解放同盟奈良県連合会上但馬支部を結成、書記長に就任。部落解放同盟奈良県連合会の専従職員となり、糾弾闘争に邁進し、糾弾屋の異名を取る。1977年、日本社会党に入党。1983年から奈良県議会議員に6期連続当選。
部落解放同盟奈良県連合会書記長時代、1989年11月4日から11月18日にかけて、奈良県天理市立西中学校で暴力糾弾事件を起こす（天理西中学校事件）。暴行傷害事件によって負傷者6名と破損車4台を出し、同年11月29日、部下29名と共に暴力行為ならびに傷害の容疑で奈良地方検察庁に告訴される。
部落解放同盟中央委員ならびに同奈良県連合会副委員長に在任中、1991年9月4日、八鹿高校事件控訴審第4回口頭弁論に部落解放同盟側の証人として出廷し、暴力糾弾肯定論を展開した。
県議2期目在任中、1991年、上田繁潔知事の辞任を受けて知事選出馬の話が持ち上がったが、川口正志を委員長とする部落解放同盟奈良県連合会（川口県連）から妨害を受けて出馬取止めとなる。部落解放同盟奈良県連合会委員長在任中、1993年6月15日、県連統制委員会にて、川口県連から池原茂光書記長と共に除名処分を受ける。一方、山下を委員長とする部落解放同盟奈良県連合会（山下県連）の側も、県連統制委員会にて川口県連の川口委員長を除名する（山川戦争）。
2001年4月22日の第42回部落解放同盟奈良県連合会大会にて、山下県連を奈良県部落解放同盟支部連合会と改称。その理由については「部落解放運動も国政同様『中央集権』が行き過ぎて、その弊害がひどくなっていると考えたから」と説明した。同時に、原則として糾弾闘争を放棄することを決定した。自著『被差別部落のわが半生』の中で、糾弾の行き過ぎや利権主義に関する反省の弁を綴っている。
2009年10月、「部落差別は今もなくなっていないが、差し迫った課題ではなくなった」との立場から奈良県部落解放同盟支部連合会を解体し、新組織「人権情報センター絆」に改組することを発表した。